# Napněte všechny plachty!
Napněte všechny plachty!, v originále Toate pânzele sus, je román rumunského spisovatele Radu Tudorana.
V Rumunsku vyšel v roce 1954. U nás bylo knižní vydání rozděleno do dvou částí. Román vyšel v nakladatelství Albatros (nakladatelství) v roce 1988.
V zemi původu se příběh dočkal velké popularity. V roce 1976 byl natočen dvanáctidílný televizní seriál, který pod názvem Pod napnutými plachtami vysílala rovněž Československá televize.

## Děj románu
Příběh se odehrává koncem 19. století. Mladý rumunský student Anton Lupan uzavře velké přátelství s Pierrem Vaillantem. Oba si dobře rozumí, spojuje je touha objevovat neznámé. Společně plánují sehnat prostředky na lodní plavbu do neznámých končin Ohňové země. Mají namířeno do míst, která tehdy ještě žádný člověk nespatřil.
Pierrův otec i dědeček se kdysi do těchto míst vydali, ale neúspěšně. Otec Pierra Vaillanta se dokonce z výpravy nikdy nevrátil. Pierre je nakonec úspěšnější, sežene prostředky, loď i posádku, a vyrazí na plavbu. Anton Lupan mu v přístavu zamává a upřímně přeje štěstí. Netuší však, že přítelova loď je jedné noci zákeřně přepadena bandou pirátů, kteří jsou v okolí již dlouho postrachem.
Anton Lupan dokončí studia lodního inženýrství. Uběhne pár let a od svého přátele nemá stále žádné zprávy. Najme si proto loď a posádku a vydává se uskutečnit dávný společný sen. Po Pierrovi však stále pátrá. Nevzdává se představy, že jeho přítel je i po letech stále naživu.
Novou loď pojmenují Naděje. Antonovi se podaří dát dohromady skutečně odvážné a věrné muže. Kormidelníkem je Gerasim, moudrý a zkušený námořník. Jeremiáš je zase pověstný svou dobrou muškou, střílí znamenitě. Spolu s bratrancem Haralambem studovali lodní tesařinu. Často se oba škádlí, ale ve skutečnosti je spojuje síla přátelství, stejně jako zbytek posádky. Lodním kuchařem je Turek Ismail. Nejmladším členem je pak Míša, v němž ostatní spatřují budoucího nadějného námořníka. Musí se toho však ještě hodně naučit.
Výpravu čeká mnoho nástrah. Na cestě se budou muset poprat s přírodními živly, ale také s piráty. Obávaná lupičská banda se zaměří také na posádku Naděje. V čele námořních lupičů je padouch jménem Holobrad, který má na svědomí již mnoho údajně ztracených lodí. Holobradova banda loupí a vraždí, případné zajatce dovlečou na pustý ostrov. Střetnutí s piráty dopadne pro posádku Naděje dobře. Na pirátském ostrově se jim podaří vysvobodit ze zajetí mladou dívku jménem Adnana. Vezmou ji na loď a Anton se do ní postupně zamiluje. Holobrad sice uniká, ale nakonec neujde spravedlivému trestu. Okolnosti přivedou Antona Lupana na stopu svého dávného přítele, který je stále naživu a unikl pirátskému zajetí. Podaří se posádce Naděje překonat všechny překážky a dorazit do tajemných míst, kam se předtím ještě nikdo nevydal?